# Moscow (Idaho)
Moscow is een plaats (city) in de Amerikaanse staat Idaho, en valt bestuurlijk gezien onder Latah County.

## Demografie
Bij de volkstelling in 2000 werd het aantal inwoners vastgesteld op 21.291.
Bij  de volkstelling van 2020 bleekt het aantal inwoners  op 25.345 te zijn, een toename van 4.054 (19%).

## Geografie
Volgens het United States Census Bureau beslaat de plaats een oppervlakte van
15,9 km², geheel bestaande uit land.

## Plaatsen in de nabije omgeving
De onderstaande figuur toont nabijgelegen plaatsen in een straal van 24 km rond Moscow.